# 12277 Tajimasatonokai
12277 Tajimasatonokai è un asteroide della fascia principale. Scoperto nel 1990, presenta un'orbita caratterizzata da un semiasse maggiore pari a 2,6555607 UA e da un'eccentricità di 0,1356878, inclinata di 14,62519° rispetto all'eclittica.